# Блакеберг

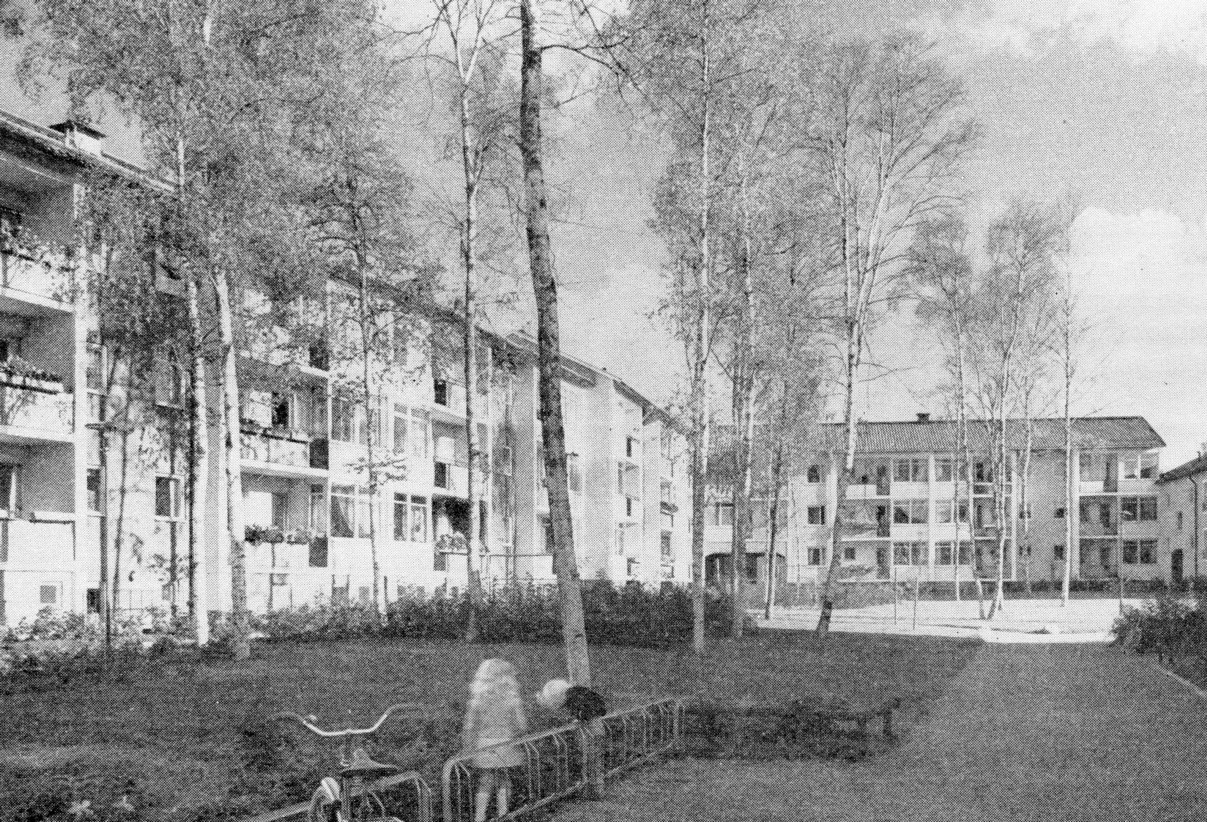
Блакеберг в 1950-е

Бла́кеберг (Блаккеберг, швед. Blackeberg) — пригород расположенного в восточной части стокгольмского района Бромма, который в 1950-х годах в период западного экономического бума подвергся массовой застройке. По данным 2007 года, в нём проживало около 6,5 тысяч жителей.
Изначально Блакеберг был хутором на болотах Рокста, первое упоминание которого датируется 1599 годом. В 1785 году хутор был куплен пекарем и предпринимателем Юханом Тилляндером, который построил на его территории летнюю резиденцию. В 1861 году «табачный король» Кнут Лиюнлёф снёс резиденцию и построил на её месте конюшню, мельницу и лесопилку. До настоящего времени сохранились только лесопилка и мельница, которые сегодня являются памятниками культурного наследия.
В 1928—1930 годах на холме Блакеберг вблизи озера Меларен по проекту Хакона Альбери было построено несколько масонских домов для детей, в том числе школа-интернат. Сегодня в них находятся дома для престарелых.
Массовая застройка местности началась в так называемые рекордные годы (период экономического подъема после Второй мировой войны), когда в 1948 году Стокгольм купил земли в районе Блакеберга: по проекту архитектора Эрика Глемме в течение 1950-х годов там было построено множество трёхэтажных многоквартирных домов, кинотеатр и библиотека, а 26 октября 1952 года по проекту Петера Шельзинга в Блакеберге открылась станция метро, которая стала частью ветки Хоторьет — Валлингбю. Блакеберг стал одним из первых районов Стокгольма со строгим разграничением пешеходных и автомобильных дорог. Застройка Блакеберга в итоге привела к тому, что туда, несмотря на то, что это был пригород, переехало очень много стокгольмцев. Сегодня Блакеберг рассматривается как весьма успешный результат усилий по интеграции жилья в сельской местности.
Район очень хорошо известен благодаря выпущенному в 2004 году роману ужасов «Впусти меня», действие которого разворачивается в Блакеберге в 1981 году, а текст имеет множество описаний быта и достопримечательностей в районе того времени. Написавший роман шведский писатель Юн Айвиде Линдквист родился и вырос в Блакеберге.